# Value8
Value8 is een Nederlandse beursgenoteerde investeringsmaatschappij die investeert in groeiende MKB-bedrijven en beursgenoteerde smallcaps. De focussectoren zijn onder meer technologie, gezondheidszorg, duurzaamheid en voeding. Value8 heeft een notering aan de beurs van Euronext Amsterdam.
In de eerste fase investeerde Value8 vooral in turnarounds, bedrijven die ondermaats presteerden, met het oogmerk deze bedrijven gezond te maken en zo waarde te creëren. In die periode redde Value8 diverse bedrijven uit faillissement, zoals Buhrs . Daarmee heeft Value8 de werkgelegenheid van meer dan 350 medewerkers gered. De meest recente transactie op dit gebied is de overname van Hulpmiddelencentrum (HMC) door Kersten.
Sinds 2017 richt Value8 zich in toenemende mate op: grotere, beursgenoteerde of beurswaardige MKB ondernemingen (vanaf 10 miljoen euro) die actief zijn in groeisectoren.
In 2021 overschreed de waarde van de portefeuille voor eerst het niveau van 100 miljoen euro.

## Geschiedenis en karakteristieken

### Start
Op 24 september 2008 startte Peter Paul de Vries samen Gerben Hettinga de beursgenoteerde investeringsmaatschappij Value8. De Vries is voormalig directeur van de VEB (1989-2007), kernlid van de Commissie Tabaksblat en trad op als economie- en beursexpert in diverse media. Hettinga was economisch stafmedewerker bij de VEB.

### Euronext prijs: beste smallcap 2009
Begin 2010 ontving Value8 uit handen van NYSE Euronext Amsterdam bestuursvoorzitter Joost van der Does de Willebois de prijs van best presterende smallcap onderneming 2009, met een koerswinst van 330% In de periode daarna besloot Value8 zich te richten op gezondere bedrijven in sectoren die harder groeien dan de economie als geheel(zorg, voeding, luxegoederen en vrije tijd). Uit die periode stamt ook het meerderheidsbelang in Eetgemak, een leidende producent van zorgmaaltijden.

### Dividend
In 2012 keerde Value8 voor het eerst dividend uit. Dat dividend bedroeg 7,5 eurocent per aandeel. In de periode daarna werd de portefeuille aanzienlijk uitgebreid met investeringen in Kersten (hulpmiddelen), Ceradis (milieuvriendelijke gewasbescherming), Aqua Serva (waterveiligheid/aanpak legionella), Prika (kaasverwerking) en werden belangen opgebouwd in diverse smallcap-beursfondsen (onder andere Dico, Qurius, Fornix, Novisource). Via Fornix werd de beursgang van SnowWorld (indoor-skibaan) gerealiseerd. Daar werd De Vries later commissaris, samen met oud RAI directeur Hans Bakker en Bibian Mentel. In 2021 werd 16 eurocent per aandeel als dividend uitgekeerd.
Dividend per (gewoon) aandeel Value8 NV
| boekjaar | dividend     | toelichting                 |
| 2011     | 7,5 eurocent |                             |
| 2012     | 10 eurocent  |                             |
| 2013     | 12 eurocent  |                             |
| 2014     | 14 eurocent  |                             |
| 2015     | 15 eurocent  |                             |
| 2016     | 15 eurocent  | betaald in aandelen (3%)    |
| 2017     | 15 eurocent  |                             |
| 2018     | 15 eurocent  |                             |
| 2019     | 15 eurocent  | + superdividend (1,05 euro) |
| 2020     | 16 eurocent  | + terugbetaling 30 eurocent |
| 2021     | 17 eurocent  | (dividendvoorstel)          |

In de tabel staat het dividend over het boekjaar. Doorgaans wordt dat na de aandeelhoudersvergadering in het volgende jaar uitgekeerd.

### Periode desinvesteringen 2018-2019
Tussen augustus 2018 en eind maart 2019 werden vier Value8 bedrijven verkocht met een totale transactiewaarde van meer dan 70 miljoen euro. Het betrof de meerderheidsbelangen in HeadFirstSource, AquaServa, Ceradis en Eetgemak. Een deel van de opbrengst werd aangewend voor een extra dividend (10 miljoen euro), inkoop van eigen aandelen en aflossing van een kleine lening bij de Rabobank (5 miljoen euro).

### Focus op gezondheidszorg: Kersten en PIDZ
De belangrijkste bedrijven in de portefeuille van Value8 zijn Kersten (medische hulpmiddelen) en PIDZ (online platform voor zorgprofessionals), en bij de beursgenoteerde belangen zijn de grootste investeringen Ctac (automatisering), Renewi (recycling) en Almunda Professionals (consultants). In januari 2022 werd het 80-procent belang in PIDZ bij Almunda ondergebracht.
Value8 heeft een actieve focus op duurzaamheid en ESG.

### Waarde per aandeel
Bij de start van Value8 (september 2008) bedroeg de intrinsieke waarde per aandeel (ook wel NAV genoemd) 0,41 euro per aandeel. Sindsdien is die intrinsieke waarde per aandeel elk jaar, op 2016 na, gestegen. Eind 2021 bedroeg de intrinsieke waarde 9,32 euro per aandeel. een stijging van 2173 procent sinds de start. Volgens de jaarcijfers 2021 bedraagt het eigen vermogen 90,7 miljoen euro en de solvabiliteit 85 procent. De nettowinst bedroeg in 2021 18,4 miljoen euro, ofwel 1,87 euro per aandeel.

### Beursprestaties 2021
Op de beurs werd het aandeel Value8 in 2021 25,4 procent meer waard. Het aandeel steeg van 5,16 euro naar 6,48 euro. Inclusief het dividend (16 eurocent per aandeel) bedroeg het totaal rendement over 2021 28,7 procent. Daarmee presteerde Value8 een fractie beter dan het veel grotere investeringsbedrijf HAL Holding. De aandelen HAL Holding stegen in 2021 met 23,6 procent van 117,60 naar 145,80. Met het dividend van 4,70 euro erbij haalde HAL Holding een totaalrendement van 28,0 procent.

## Trivia
- In 2011 deed Value8 een poging om de Belgische voetbalclub Standard Luik over te nemen.[2] Uiteindelijk werd de club overgenomen door de Belgische ondernemer Roland Duchatelet.
- Het aandeel Value8 is enkele jaren opgenomen geweest in de AScX Index.
- Sinds 2017 heeft Value8 elk jaar winst geboekt.[3]